# 専福寺 (山口県田布施町)
専福寺（せんぷくじ）は、山口県熊毛郡田布施町波野にある浄土真宗本願寺派の寺院。山号は冨正山、本尊は阿弥陀如来である。

## 歴史
1592年（天正20年）に真言宗の僧、宗慶は、かつての周防國熊毛郡羽野荘、後の波野村の小村、土生村に在った冨正山林松坊を、現在地の南に位置する丘の上から麓へ移し、真宗の新たな寺を建立した、、。1623年（元和9年）、宗慶の長男宗順が京で修行して帰寺した後、泉州堺善教寺を中本寺に真宗本廟東本願寺から木仏を下付され、宗慶は寺号を専福寺に改め、冨正山専福寺とした。継承された山号の「冨正山」は、京都の公家、公卿である冨小路家に因んだもので、「冨」の字を用いたものである。また、先の冨正山林松坊にある「林松」の字は、富小路家の菩提寺である松林院に因んだものと言い伝えられている。古来、応仁の乱の頃、富小路家から故あって出家した僧が戦禍を免れ、周防へ下向、開寺したと語り継がれ、従三位富小路良直卿の代（1745年‐1802年）には卿御筆による転法輪の額が寺へ寄附されている。しかし、現在、額や判物、古書類など残されたものは無く、すべてを昭和25年の火災で焼失している*⁹。
専福寺の開祖は宗慶である。二世は宗慶の子、宗順である。宗慶は僧侶で歌人、医師でもあったと言い伝えられ、富小路家代々の家業である医業、医道、歌道の謂われか、とも言われている。1592年（元和9年）から宗慶の遷化年である1657年（明暦3年）までは、僧房に院主の宗慶、後の二世宗順、後の三世玄知、後の四世賢秀、そして十二世門主准如上人の弟子である修行僧、了慶の五名が暮らしていた、。開基宗慶の遷化の後、二世宗順はその翌年の1658年（明暦4年）に遷化、三世玄知は、宗順の没後3年の1661年（寛文元年）に遷化、四世賢秀は、1670年（寛文10年）に遷化した。了慶は、宗慶が遷化した1657年（明暦3年）に大嶋郡久賀村から相続した寺の四世として、また相続後の開基として、宗慶の没後22年を経た1679年（延宝7年）に遷化している。
開基宗慶の出自、俗姓については諸説ある。諸説の原因と考えられる史料は周防国風土記であり、防長地下上申、防長風土注進案も同様である。1842年（天保12年）の頃、1592年（元和9年）から1657年（明暦3年）までの時代を知る家に伝わる話しが庄屋に聞き取られ、上関宰判を通して萩藩へ申告された。その内容を藩が編纂したのが周防國風土記である。それによると、宗慶の俗名は簾坂何某とある。また同時代に、寺、自らが申告した史料が残されている。防長寺社由来である。それには、1806年（文化3年）寅四月に専福寺の十世智永が、上関宰判の平田仁左衛門宛てに、「古来の申し伝えでは京都の冨小路家御由緒共歟」、と申告している。俗名、簾坂又三郎重行こと了慶と宗慶を取り違えた伝聞のようである。宗順が京から連れ帰った若い修行僧の了慶は、寛永から明暦にかけての20数年間を、宗慶、宗順、後の三世玄知と共に寺で勤行し、葬儀、法事等で門徒とも深く関わっている。また、同じ古書に、移築前の寺の寺号は「林正坊」と記されているが、これは「林松坊」の誤りである。100年以上の時を経て、調査が聞き取りで行われたことによる瑕疵のようである。
1657年（明暦3年）、宗慶遷化の後、宗順は宗慶のあとを継ぎ、専福寺の院主となり、了慶は大嶋郡久賀村から波野の隣村、吉井村に寺を買い取り佛照山了法寺の開基、となり、それぞれが後の世に代を重ねている。1658年（明暦4年）に二世宗順の遷化後、三世玄知、そして四世賢秀、五世岸貞、六世宗碩、七世智海、八世智門、九世智諦、十世智永、十一世崇永、十二世崇栄らが寺の跡を継いだ。十三世晃耀の時、明治維新で誕生した新政府が発した平民苗字必称義務令により、晃耀は槙殿晃耀となり、以後、明治から昭和の時代にかけて、十四世槙殿晃英、十五世槙殿秀水、十六世槙殿陸朗へと代を重ね、2003年（平成15年）9月、十六世槙殿陸朗の遷化により富小路家に由緒ある寺族は断絶、後に浄土真宗本願寺派の教師、中島学が17世を継ぎ、現在、18世を中島学の子、中島賢友が継いでいる。
寺には、1922年（大正11年）、山縣有朋の没した年に、第二奇兵隊陣屋の在った専福寺へ寄贈された石門や、五世岸貞の代に由来をもつ鐘楼、十五世槙殿秀水の代に元総理大臣岸信介から寄贈された第二奇兵隊波野陣屋井泉跡の石碑、その他、かつて住職や奇兵隊員が使った厩跡、開祖宗慶の頃から水の絶えることがないと語り継がれた井戸の跡などが現存している。

## 歴代住職
- 開基　　　　宗慶法師　　　　　明暦三年酉霜月十五日遷化
- 二世　　　　宗順法師　　　　　万治元年戌三月二十五日遷化
- 三世　　　　玄知法師　　　　　寛文元年丑七月十一日遷化
- 四世　　　　賢秀法師　　　　　寛文十年戌三月廿三日遷化
- 五世　　　　岸貞法師　　　　　宝永五年子正月廿一日遷化
- 六世　　　　宗碩法師　　　　　明和七年寅六月廿一日
- 七世　　　　智海法師　　　　　天明三年卯八月九日遷化
- 八世　　　　智門法師　　　　　天明五年巳五月三日遷化
- 九世　　　　智諦法師　　　　　寛政元年酉六月三日遷化
- 十世　　　　智永法師　　　　　遷化年不明
- 十一世　　　　崇永法師　　　　　遷化年不明
- 十二世　　　　崇栄法師　　　　　明治二八年一月廿二日遷化
- 十三世　　　　晃耀法師（槙殿）　大正弐年七月拾壱日遷化
- 十四世　　　　晃英法師（槇殿）　昭和弐拾弐年四月拾九日遷化
- 十五世　　　　秀水法師（槙殿）　昭和六拾壱年四月十四日遷化
- 十六世　　　　陸朗法師（槙殿）　平成拾五年九月五日遷化
- 十七世　　　　中島学法師　　　　遷化年不明
- 十八世　　　　中島賢友法師